# ValleyCats de Tri-City
Les ValleyCats de Tri-City sont une équipe de baseball basée à Troy (New York), aux États-Unis, près d'Albany et Schenectady. L'équipe fait partie de la ligue Frontière, une ligue indépendante.
La franchise est fondée en 2002. Elle fait alors partie de la New York - Penn League, une ligue mineure de baseball de niveau A (saison courte), en tant qu'affiliée des Astros de Houston. Elle rejoint la ligue Frontière en 2021, à la suite de la restructuration du baseball affilié.
Le domicile de l'équipe est le stade Joseph L. Bruno, un amphithéâtre universitaire situé sur le campus du Hudson Valley Community College (en). Le gérant de l'équipe est l'ancien voltigeur Pete Incaviglia. Les ValleyCats ont compté parmi leurs rangs de nombreux joueurs ayant atteint ligues majeures, dont Troy Scribner, Brian Bogusevic, Víctor Gárate et Jorge de León.
L'équipe récolte 3 titres de championnat au cours de son existence, tous au sein de la NYPL.

## Histoire
Les ValleyCats ont disputé leur premier match sur la route à Lowell, Massachusetts, le 18 juin 2002, contre leur rivalité, les Spinners de Lowell. Les Spinners avaient une avance de 3-1 avant la huitième manche, mais un triple d'Aneudi Cuevas sur la ligne de terrain droite a conduit en trois points menant les ValleyCats à une victoire de 5-4.
Au cours de leur saison 2006, les ValleyCats ont enregistré une participation de 129 126 spectateurs en 37 compétitions, avec une moyenne de 3 489 spectateurs par match. Le 4 juillet 2006, les ValleyCats ont établi un nouveau record de fréquentation à domicile alors que 6 123 personnes ont assisté à un match contre les Lowell Spinners, qui a ensuite été brisé les années suivantes.
Le 4 juillet 2008, les ValleyCats ont battu leur record de fréquentation en un seul match en attirant 6 630 spectateurs au stade, 2 130 de plus que la capacité indiquée. Les ValleyCats ont gagné, 9-2, contre les Jammers de Jamestown. L'équipe a également établi un record de fréquentation de la saison en 2008 avec 140 631 spectateurs présents malgré de nombreux matchs manqués en raison de la pluie.
Les ValleyCats ont de nouveau battu des records de fréquentation en 2009. Leur record de fréquentation en un seul match a de nouveau été battu le 4 juillet contre les Cyclones de Brooklyn. Une foule de 6 838 a assisté à la défaite 2-1 des ValleyCats. Ils ont également établi un nouveau record de fréquentation en une seule saison, attirant 145 976 spectateurs au Joseph L. Bruno Stadium cette saison-là. Tri-City a terminé la saison à la quatrième place de la division Stedler, 18 matchs derrière Lowell, première place.
Après l'annulation de la saison des ligues mineures 2020, la Ligue majeure de baseball a pris le contrôle direct de la Ligue mineure de baseball et a interrompu le jeu du niveau A Saison Courte. Les ValleyCats ne faisaient pas partie des équipes invitées à continuer dans le baseball affilié. Le 7 janvier 2021, l'équipe a annoncé qu'elle rejoindrait la Ligue Frontière, une ligue partenaire indépendante de la MLB, pour la saison 2021. Cependant, la saison 2021 s'est avérée décevante pour les ValleyCats car ils ont raté les séries éliminatoires.

## Assistance
- 2002 – 108 409
- 2003 – 103 984
- 2004 – 110 497
- 2005 – 116 674
- 2006 – 129 126
- 2007 – 136 809
- 2008 – 140 631 (7e dans la NY–Penn League)[6].
- 2009 – 145 976 (6e dans la NY–Penn League)[7].
- 2010 – 155 315 (5e dans la NY–Penn League)[8].
- 2011 – 156 279 (6e dans la NY–Penn League)[9].
- 2012 – 159 966 (5e dans la NY–Penn League)[10].
- 2013 – 156 712 (4e dans la NY–Penn League)[11].
- 2014 – 161 171 (3e dans la NY–Penn League)[12].
- 2015 – 153 692 (3e dans la NY–Penn League)[13].

- 2016 – 149 847 (3e dans la NY–Penn League)[14].

- 2017 – 142 922 (3e dans la NY–Penn League)[15].
- 2018 – 140 036 (3e dans la NY–Penn League)[16].
- 2019 - 132 529 (3e dans la NY-Penn League)[17].
- 2020 - SAISON ANNULÉE EN RAISON DE LA COVID-19.
- 2021 - 100 519 (3e dans la Ligue Frontière)[18].
- 2022 - 134,617 (4e dans la Ligue Frontière)